# 宮崎県道446号榎原停車場線
宮崎県道446号榎原停車場線（みやざきけんどう446ごう よわらていしゃじょうせん）は、宮崎県日南市を通る一般県道である。

## 概要

### 路線データ
- 起点：日南市南郷町榎原甲（榎原駅）
- 終点：日南市南郷町榎原甲（国道220号交点）

## 歴史
- 1959年（昭和34年）6月1日 - 宮崎県告示第226号[1]により路線認定される。当時の整理番号は79。

## 地理

### 通過する自治体
- 日南市

### 交差する道路
| 交差する道路 | 交差する場所 | 交差する場所 |
| ------------ | ------------ | ------------ |
| 国道220号    | 南郷町榎原甲 | 終点         |

### 沿線
- JR九州日南線 榎原駅